# Voyage de Pie VI à Vienne
Pie VI effectue un voyage à Vienne en 1782. Il part de Rome le 27 février 1782 et y revient le 13 juin. Il séjourne à Vienne du 22 mars au 22 avril 1782. Il s'agit du premier voyage d'un pape hors d'Italie depuis Clément VII à Marseille en 1533.

## Origine
Ce voyage diplomatique est en grande partie motivé par la politique religieuse menée par l'empereur Joseph II depuis le début de son règne personnel en 1780, connue sous le nom de joséphisme.
Le pape s'inquiète en effet des projets de suppression des couvents réguliers, ainsi que de la patente de tolérance du 13 octobre 1781. Le 24 novembre 1781, dans une audience privée, le nonce apostolique dans les États des Habsbourg, Giuseppe Garampi, fait de vifs reproches à Joseph II. Il l'accuse notamment de vouloir créer une schisme avec Rome. Dès Noël 1781, Pie VI se décide à aller passer les fêtes de Pâques 1782 à Vienne. Dans une lettre du 16 janvier 1782, Joseph II assure le pape de sa fidélité à l'Église catholique, et se déclare près à l'accueillir à Vienne.
Ce n'est que le 24 février que la date du voyage du pape est définitivement arrêtée et connue.

## Déroulement du voyage
Le pape quitte Rome le 27 février 1782. Il passe notamment par Lorette, Rimini, Bologne, Ferrare. Il passe ensuite par les territoires de la république de Venise, et entre le 14 mars dans les territoires Habsbourg à Gorizia. Pendant ce temps, à Vienne, les pamphlets pro- et anti-pontificaux se multiplient. Parmi les textes hostiles au pouvoir pontifical, on peut citer le libelle Qu'est-ce que le pape, de Joseph Valentin Eybel. On pourrait voir dans le développement de cette littérature anti-pontificale l'action du chancelier Kaunitz, un des membres de l'entourage de Joseph II le plus hostile au voyage du pape.
Alors qu'il souffre des yeux, Joseph II, contre l'avis de ses médecins, se déplace lui-même pour accompagner le pape lors de la dernière étape de son voyage, de Wiener Neustadt à Vienne, où ils arrivent le 22 mars. Pie VI est accueilli à la Hofburg.
Durant son séjour, il reçoit de nombreuses visites diplomatiques. Il visite également les hauts lieux de Vienne et des environs. Le dimanche de Pâques, il célèbre la messe à la cathédrale Saint-Étienne. Il bénit ensuite une foule qui auraient compté 100 à 200 000 fidèles. Au point de vue de la ferveur populaire, le voyage du pape est une réussite.
Tous les jours, le pape et l'empereur ont un entretien, au sujet des réformes ecclésiastiques. Si Pie VI ne désire pas revenir sur la patente de tolérance, il invite Joseph II à revenir sur les suppressions d'ordres contemplatifs, mais aussi sur l'interdiction faite aux religieux de communiquer avec leur maison-mère romaine, sur l'obligation de soumettre tout texte pontifical à une autorisation de l'empereur, et sur le serment à l'empereur que doivent prêter les évêques.
Sous la pression de ses ministres et conseillers Kaunitz, Cobenzl et Sonnenfels, l'empereur ne cède sur aucun des points.
Le pape quitte donc Vienne sans avoir obtenu à première vue de résultats tangibles le 22 avril.

## Résultats
Pie VI revient rassuré de Vienne. L'empereur l'a assuré vouloir rester fidèle à Rome. Néanmoins, Pie VI s'inquiète beaucoup de la poursuite des réformes joséphistes en Autriche, notamment la modernisation et la suppression des ordres religieux durant tout le règne de Joseph II.